# Brahmina nuda
Brahmina nuda är en skalbaggsart som beskrevs av Moser 1915. Brahmina nuda ingår i släktet Brahmina och familjen Melolonthidae. Inga underarter finns listade.